# Roßbach (Familienname)
Roßbach oder Rossbach ist ein Familienname.

## Namensträger
- Adolf Roßbach (1822–1898), ab den 1850ern Mitinhaber des Leipziger Verlages B. G. Teubner
- Anton Roßbach (1933–2016), deutscher Diplomat
- Arwed Roßbach (1844–1902), deutscher Architekt des Historismus
- August Rossbach (1823–1898), deutscher Klassischer Philologe und Archäologe
- Christiane Roßbach (* 1963), deutsche Schauspielerin
- Damian Roßbach (* 1993), deutscher Fußballspieler
- Ed Rossbach (1914–2002), amerikanischer Künstler
- Einar Rossbach (* 1964), norwegischer Fußballspieler
- Ernst-Otto Rossbach (1921–2006), deutscher Architekt
- Ewald Roßbach (* 1922), deutscher Politiker (DBD)
- Gabriele Roßbach (* 1956), deutsche Autorin und Pädagogin
- Gerhard Roßbach (1893–1967), deutscher Freikorpsführer
- Gundula Roßbach (* 1964), deutsche Verwaltungsjuristin und Präsidentin der Deutschen Rentenversicherung Bund
- Hans Roßbach (General) (1865–1943), sächsischer Generalmajor und Gauführer
- Hans-Günther Roßbach (* 1951), deutscher Erziehungswissenschaftler und Bildungsforscher
- Hans Hammond Rossbach (1931–2012), norwegischer Politiker (Venstre)
- Inge Rossbach, deutsche Schauspielerin und Regisseurin
- Johann Roßbach (1734–1781), deutscher evangelischer Theologe und Pfarrer
- Johann von Roßbach (1789–1867), österreichischer Feldzeugmeister
- Johann Joseph Roßbach (1813–1869), deutscher Jurist, Philosoph und bayerischer Landtagsabgeordneter
- Konrad Rossbach, Baumeister der späten Renaissance
- Matthias Roßbach (Fußballspieler) (1929–2004), deutscher Fußballspieler
- Matthias Roßbach (Ministerialbeamter) (* 1984), deutscher Ministerialbeamter
- Max Rossbach (1871–1948), deutscher Kunstmaler
- Michael Roßbach (* 1954), deutscher Fußballspieler
- Michael Joseph Rossbach (1842–1894), deutscher Pharmakologe, Pathologe und Hochschullehrer
- Nikola Roßbach (* 1970), deutsche Literaturwissenschaftlerin
- Otto Rossbach (1858–1931), deutscher klassischer Philologe und Archäologe
- Sabine Rossbach (* 1959), deutsche Journalistin und Moderatorin
- Sondre Rossbach (* 1996), norwegischer Fußballtorhüter
- Therese Roßbach (1861–1953), deutsche Stifterin und Sozialpädagogin
- Ulrich Schulze-Rossbach (* 1949), deutscher Musiker, Jurist und Fachautor